# Michaela Stock
Michaela Stock (* 1964) ist eine österreichische Wirtschaftspädagogin und Hochschullehrerin an der Sozial- und Wirtschaftswissenschaftlichen Fakultät der Karl-Franzens-Universität Graz.

## Werdegang
Nach dem Besuch der Handelsakademie Grazbachgasse in Graz mit Abschluss der Matura 1983 studierte sie Wirtschaftspädagogik in Graz und arbeitete von 1991 bis 2000 als Universitätsassistentin am Institut für Wirtschaftspädagogik an der Universität Graz. Sie promovierte mit einer Dissertation zum Thema „Das Projektmanagement und seine potentiellen Konflikte – die Supervision als Regulativ“ 1995 an der Universität Graz. Im Jahr 2000 habilitierte sie mit einer Arbeit zur Betriebspädagogik ebenfalls an der Universität Graz und erhielt die venia docendi für Allgemeine Betriebswirtschaft. In den Jahren 2000 bis 2009 arbeitete Michaela Stock als außerordentliche Professorin und Universitätsdozentin im Bereich Wirtschaftspädagogik und prägte während dieser Zeit Studienstruktur und Forschungsagenden  mit. Sie war auch Lehrbeauftragte an der FH Joanneum sowie Gastprofessorin an der Southern Illinois University Carbondale (2003 bis 2004) und an der Universität Innsbruck.
Im Jahr 2008 bewarb sie sich  um die Nachfolge der Universitätsprofessur für Wirtschaftspädagogik (Dieter Mandl) und führt seither das Institut für Wirtschaftspädagogik.
Michaela Stock ist nicht nur verantwortlich für die universitäre Ausbildung der kaufmännischen Lehrkräfte (an „Berufsbildenden mittleren und höheren Schulen“, kurz BMHS) in der Steiermark und im südlichen Österreich, sondern auch für den wissenschaftlichen Nachwuchs. Eine Vielzahl von wirtschaftspädagogischen Dissertationen und Habilitationen wurde unter ihrer wissenschaftlichen Beratung und Betreuung abgeschlossen. Seit 2007 organisiert sie zusammen mit den weiteren österreichischen wirtschaftspädagogischen Lehreinheiten an den Universitäten Innsbruck, Linz und an der WU Wien den jährlich stattfindenden Österreichischen Wirtschaftspädagogik Kongress, eine Plattform des Austausches von Wissenschaft und (Schul-)praxis.

## Wissenschaftliche Schwerpunkte
Michaela Stock hat zu ihren wissenschaftlichen Schwerpunktthemen zahlreiche Drittmittelprojekte eingeworben, die von der EU, dem Bund, den Ländern oder Geldgebern aus der Privatwirtschaft finanziert wurden. Sie leitet und arbeitet in nationalen und internationalen Forschungsprojekten. Ihre Publikationen umfassen Beiträge in nationalen und internationalen Fachzeitschriften, die sie auch auf entsprechenden Konferenzen präsentierte. Schwerpunkte ihrer Forschung sind:
- Betriebspädagogik, Wirtschaftspädagogik,
- Organisationales Lernen,
- Übungsfirmen und Unternehmenssimulationen,
- E-Portfolios,
- Digitalisierung, digitale Kompetenz[7], digitales Lernen,
- Entrepreneurship Education,
- Kompetenzorientierung und Qualitätsentwicklung,
- Forschendes Lernen,
- Professionsforschung.

## Ämter und akademische Funktionen
Seit Beginn ihrer Tätigkeit engagiert sich Manuela Stock in der universitären Selbstverwaltung. Sie ist ein langjähriges Mitglied der Curriculakommission und des Akademischen Senats und engagiert sich für die Doktoratsschule Fachdidaktik. In den Jahren 2006 bis 2011 war Michaela Stock Studiendekanin der Sozial- und Wirtschaftswissenschaftlichen Fakultät. Von 2012 bis 2016 war sie Vice President des International Journal for Business Education (ISBE) und von 2014 bis 2020 Editorin beim International Journal for Business Education.

## Auszeichnungen und Preise
Michaela Stock hat 2015 (gemeinsam mit Elisabeth Riebenbauer) den Lehrpreis der Universität Graz „Lehre:Ausgezeichnet!“ für die Lehrveranstaltung „Übungsfirma“ erhalten.

## Ausgewählte Schriften
- Folgende Publikationen zeigen ausschnitthaft das Wirken von Michaela Stock:
  - Stock, M., Slepcevic-Zach, P., Tafner, G. & Riebenbauer, E. (2019, Hrsg.), Wirtschaftspädagogik. Ein Lehrbuch (2. Aufl.). Graz: Uni-Press.[11]
  - Trummer, M. (2001). Betriebspädagogik als generische Managementfunktion. Frankfurt a. M.: Peter Lang.[12]
  - Stock, M., Slepcevic-Zach, P.; Zehetner, E. (2023). Kompetenzentwicklungsportfolio – Ergebnisse einer Längsschnittstudie an der Universität Graz, bwp@ Berufs- und Wirtschaftspädagogik online, Spezial AT-5, 1-18.[13]